# Rose Glass
Rose Glass (Londra, 1990) è una regista e sceneggiatrice britannica.
Ha fatto il suo debutto cinematografico con il film horror psicologico del 2019 Santa Maud, nominato per due premi ai 74esimi British Academy Film Awards. Nel 2020 Glass è stata nominata miglior regista esordiente ai British Independent Film Awards.
Il suo secondo lungometraggio, Love Lies Bleeding, è stato presentato in anteprima al Sundance Film Festival nel gennaio 2024.

## Biografia
Glass è nata a Londra, in Inghilterra, ed è cresciuta nell'Essex. Prima di lavorare sui set cinematografici, e dirigere e scrivere i suoi cortometraggi, ha frequentato la New Hall School e successivamente il London College of Communication. Dopo la laurea ha realizzato un cortometraggio intitolato Storm House, successivamente presentato alla National Film and Television School. Si è diplomata alla National Film and Television School nel 2014, dove ha realizzato il cortometraggio Room 55. Durante gli anni trascorsi in entrambe le scuole ha scritto e diretto cinque cortometraggi.

### Carriera
Dopo aver diretto il cortometraggio Room 55 nel 2014, Glass ha raggiunto la ribalta con il suo lungometraggio d'esordio alla regia e alla sceneggiatura, l'horror psicologico Santa Maud. Il film è stato presentato in anteprima al Toronto International Film Festival l'8 settembre 2019 ed è stato distribuito nel Regno Unito il 9 ottobre 2020 da StudioCanal UK. Santa Maud è stato elogiato dalla critica per la regia, l'atmosfera, le interpretazioni e la colonna sonora.
Nel 2019 Glass ha vinto l'IWC Schaffhausen Filmmaker Bursary Award  e, alla fine del 2020, ha vinto come miglior regista esordiente ai British Independent Film Awards. All'inizio del 2021 Santa Maud è stato nominato per due premi ai 74esimi British Academy Film Awards, inclusa una nomination per Glass nella categoria "Miglior debutto di uno scrittore, regista o produttore britannico". In una recensione a cinque stelle di Santa Maud, il critico cinematografico Mark Kermode ha definito Glass "un nuovo entusiasmante talento nel cinema britannico". Il noto regista Danny Boyle ha definito Glass "un talento straordinario e una potente narratrice".
Nel marzo 2022 l'attrice americana Kristen Stewart ha annunciato che avrebbe lavorato con Glass al suo successivo lungometraggio, un thriller romantico intitolato Love Lies Bleeding, sviluppato da Film4 e A24. Il film è stato presentato in anteprima mondiale nella sezione Midnight al Sundance Film Festival del 2024 ed è stato proiettato nelle sale negli Stati Uniti l'8 marzo 2024 da A24 e Lionsgate.

## Influenze
In un'intervista del 2022 con Far Out Glass ha spiegato di aver tratto ispirazione per Santa Maud da film come Repulsione (1965) e Rosemary's Baby - Nastro rosso a New York (1968), diretti da Roman Polański, I diavoli (1971) di Ken Russell e Taxi Driver (1976) di Martin Scorsese.
Durante un'intervista del 2024 con l'Associated Press, per l'uscita di Love Lies Bleeding, Glass ha inoltre parlato dell'utilizzo di Showgirls, diretto da Paul Verhoeven nel 1995, come mezzo per dimostrare al cast l'ambientazione generale e il tono del film.

## Filmografia

### Regista e sceneggiatrice

#### Lungometraggi
- Santa Maud (2019)
- Love Lies Bleeding (2024)

#### Cortometraggi
- Moths (2010)
- Storm House (2011)
- The Silken Strand (2013)
- Room 55 (2014)
- Bath Time (2015)